# José María Maguregui
José María Maguregui Ibarguchi (Ugao-Miraballes, 16 maart 1934 – Bilbao, 30 december 2013) was een Spaans voetballer en voetbalcoach.
Maguregui was middenvelder en speelde van 1955 tot 1957 7 interlands voor Spaans voetbalelftal en scoorde 1 keer. Dat was bij zijn debuut tegen Zwitserland. Hij speelde ook mee in de door Spanje met 5-1 gewonnen wedstrijd tegen Nederland op 30 januari  1957.
Hij  begon zijn loopbaan in 1952 bij Athletic Bilbao en speelde 198 duels en scoorde 36 doelpunten. Pas in 1961 ruilde hij die club in voor Sevilla FC. Vervolgens speelde hij nog voor RCD Espanyol en Recreativo Huelva.
Daarna was hij coach bij onder meer Atlético Madrid, Racing Santander, Celta de Vigo en sloot zijn trainersloopbaan af in 1993 bij CP Almería.
Hij is met Atlético Madrid 1 keer landskampioen geworden en won drie keer de Copa del Rey.
José María Maguregui overleed eind 2013 op 79-jarige leeftijd.